# Juegos Paralímpicos de Atlanta 1996

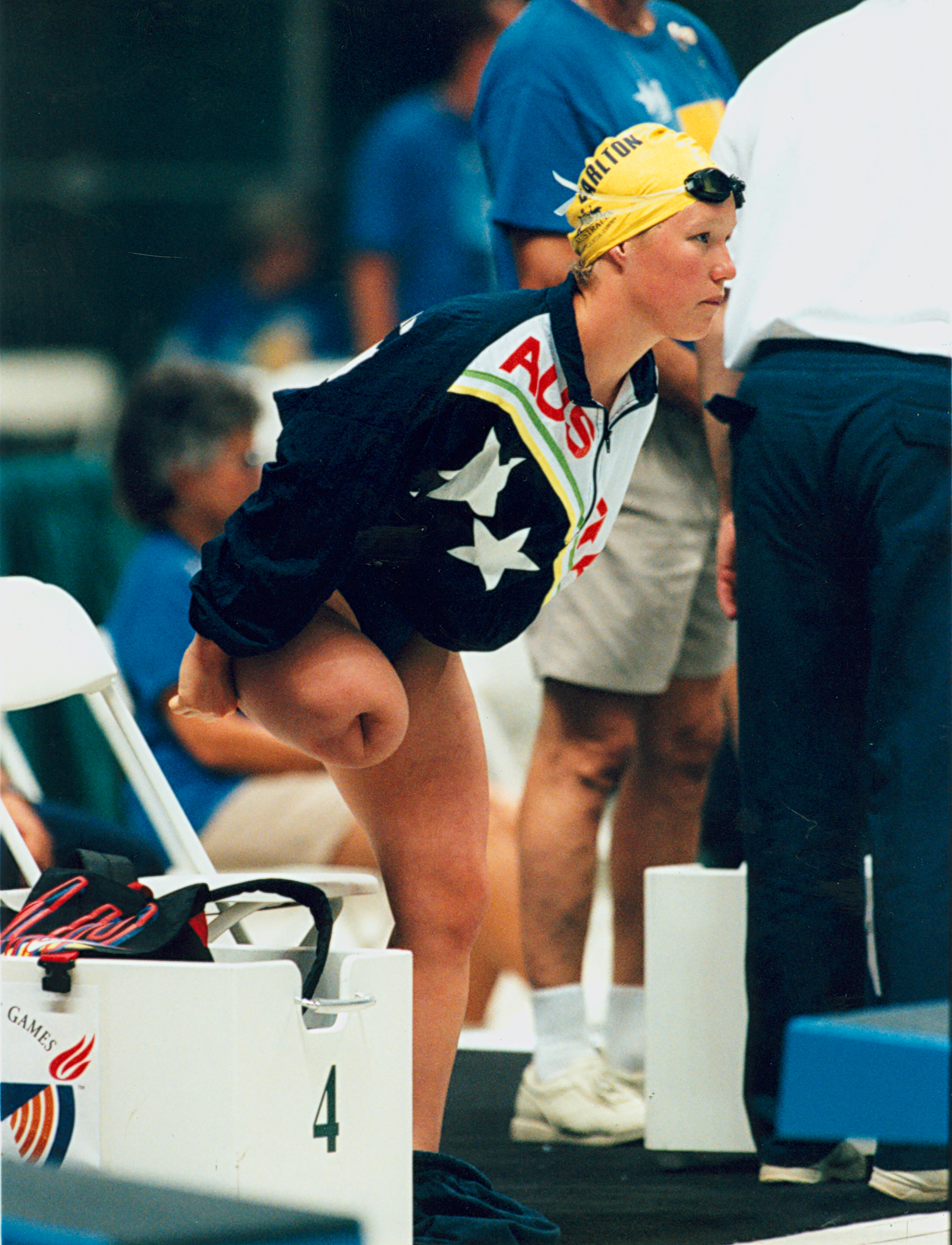

Los Juegos Paralímpicos de verano 1996, fueron los décimos Juegos Paralímpicos y se llevaron a cabo en Atlanta, Estados Unidos desde el 16 al 25 de agosto de 1996.

## Deportes
Los juegos consistían en 508 eventos en 20 deportes.
| - Atletismo - Baloncesto en silla de ruedas - Bochas - Ciclismo - Equitación | - Esgrima en silla de ruedas - Fútbol 7 - Golbol - Levantamiento de potencia - Judo | - Natación - Tenis en silla de ruedas - Tenis de mesa - Tiro - Tiro con arco | - Voleibol - Rugby en silla de ruedas (demostración) - Bolos sobre hierba - Racquetball (demostración) - Vela (demostración) |

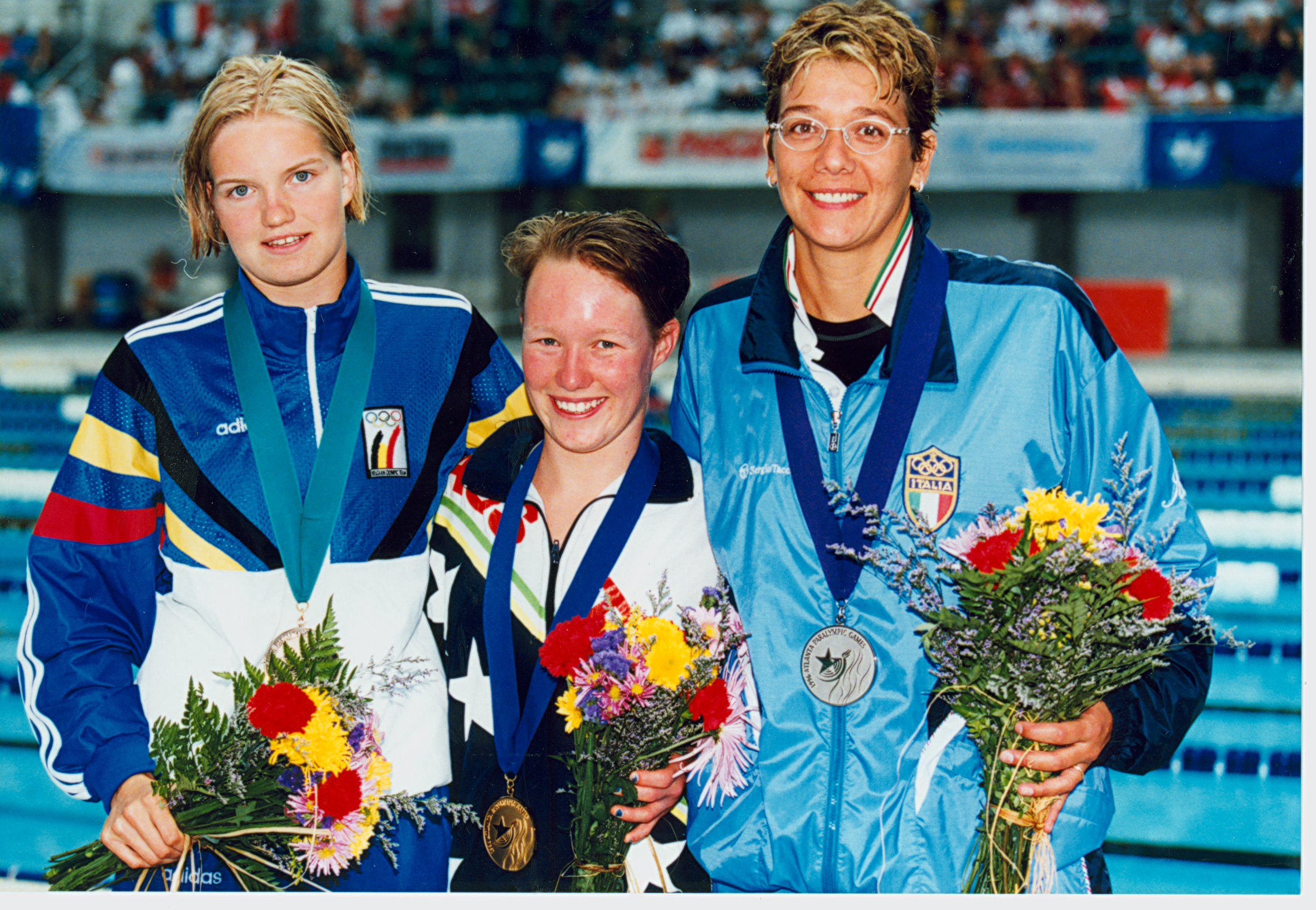

## Países participantes
Un total de 104 países participaron en estos juegos.
| - Afganistán (AFG) - Argelia (ALG) - Angola (ANG) - Argentina (ARG) - Armenia (ARM) - Australia (AUS) - Austria (AUT) - Azerbaiyán (AZE) - Bélgica (BEL) - Bermudas (BER) - Bosnia y Hezergovina (BIH) - Bielorrusia (BLR) - Brasil (BRA) - Baréin (BRN) - Bulgaria (BUL) - Burkina Faso (BUR) - Canadá (CAN) - Chile (CHI) - República Popular China (CHN) - Costa de Marfil (CIV) - Colombia (COL) - Croacia (CRO) - Cuba (CUB) - Chipre (CYP) - República Checa (CZE) - Dinamarca (DEN) - República Dominicana (DOM) - Ecuador (ECU) - Egipto (EGY) - España (ESP) - Estonia (EST) - Islas Feroe (FRO) - Fiyi (FIJ) - Finlandia (FIN) - Francia (FRA) | - Reino Unido (GBR) - Alemania (GER) - Grecia (GRE) - Hong Kong (HKG) - Honduras (HON) - Hungría (HUN) - India (IND) - Indonesia (INA) - Irán (IRI) - Irlanda (IRL) - Irak (IRQ) - Islandia (ISL) - Israel (ISR) - Italia (ITA) - Jamaica (JAM) - Jordania (JOR) - Japón (JPN) - Kazajistán (KAZ) - Kenia (KEN) - Kirguistán (KGZ) - Corea del Sur (KOR) - Kuwait (KUW) - Letonia (LAT) - Libia (LBA) - Lituania (LTU) - Luxemburgo (LUX) - Macao (MAC) - Marruecos (MAR) - Moldavia (MDA) - México (MEX) - Macedonia del Norte (MKD) - Malasia (MAS) - Mauricio (MRI) - Países Bajos (NED) - Nigeria (NGR) | - Noruega (NOR) - Nueva Zelanda (NZL) - Omán (OMA) - Pakistán (PAK) - Panamá (PAN) - Perú (PER) - Polonia (POL) - Portugal (POR) - Puerto Rico (PUR) - Catar (QAT) - Rumania (ROU) - Sudáfrica (RSA) - Rusia (RUS) - Arabia Saudita (KSA) - Sierra Leona (SLE) - Singapur (SIN) - Eslovenia (SLO) - Sri Lanka (SRI) - Suiza (SUI) - Eslovaquia (SVK) - Suecia (SWE) - Siria (SYR) - Tailandia (THA) - China Taipéi (TPE) - Túnez (TUN) - Uganda (UGA) - Emiratos Árabes Unidos (UAE) - Ucrania (UKR) - Uruguay (URU) - Estados Unidos (USA) - Venezuela (VEN) - Yugoslavia (YUG) - Zambia (ZAM) - Zimbabue (ZIM) |

## Galería

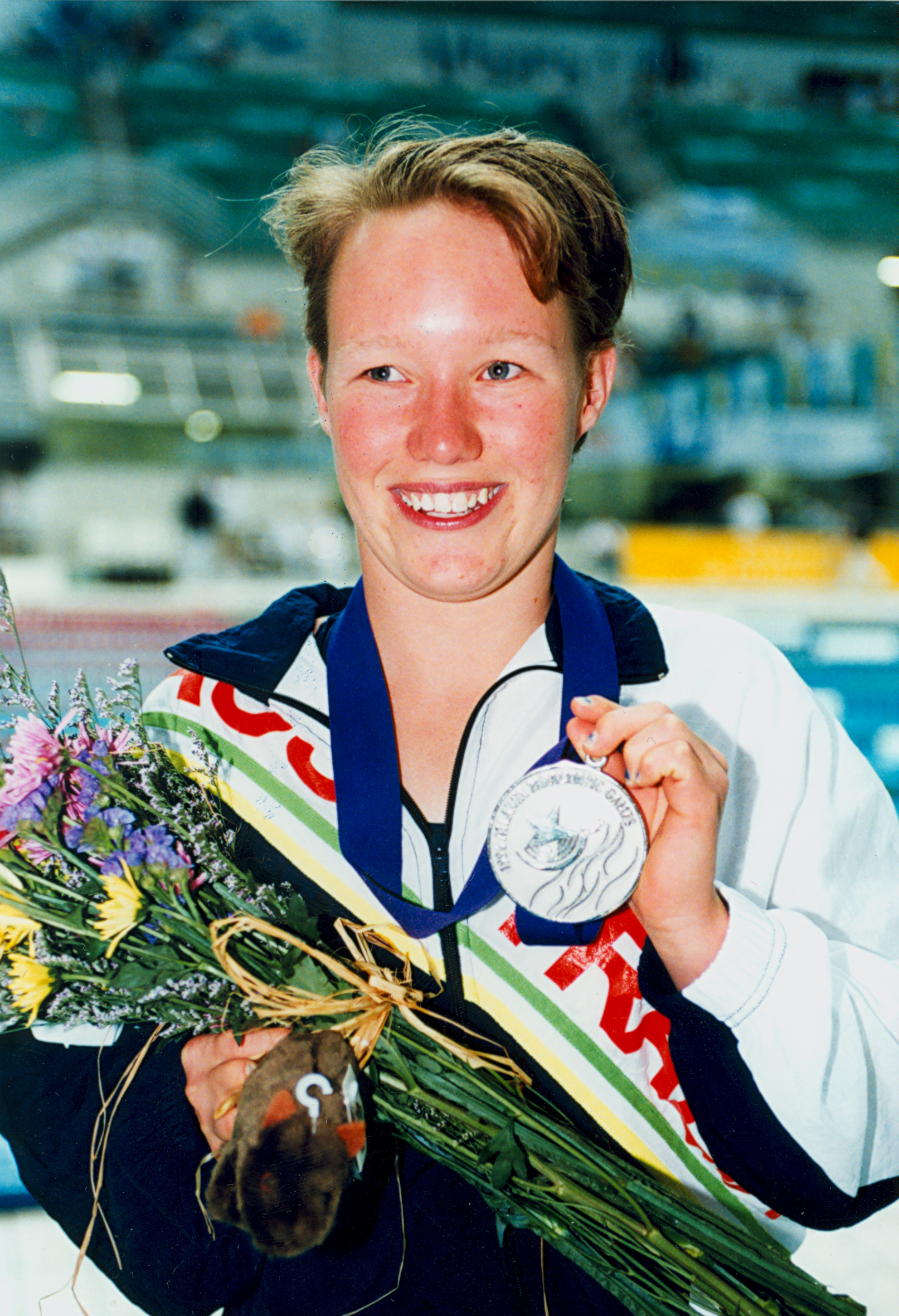
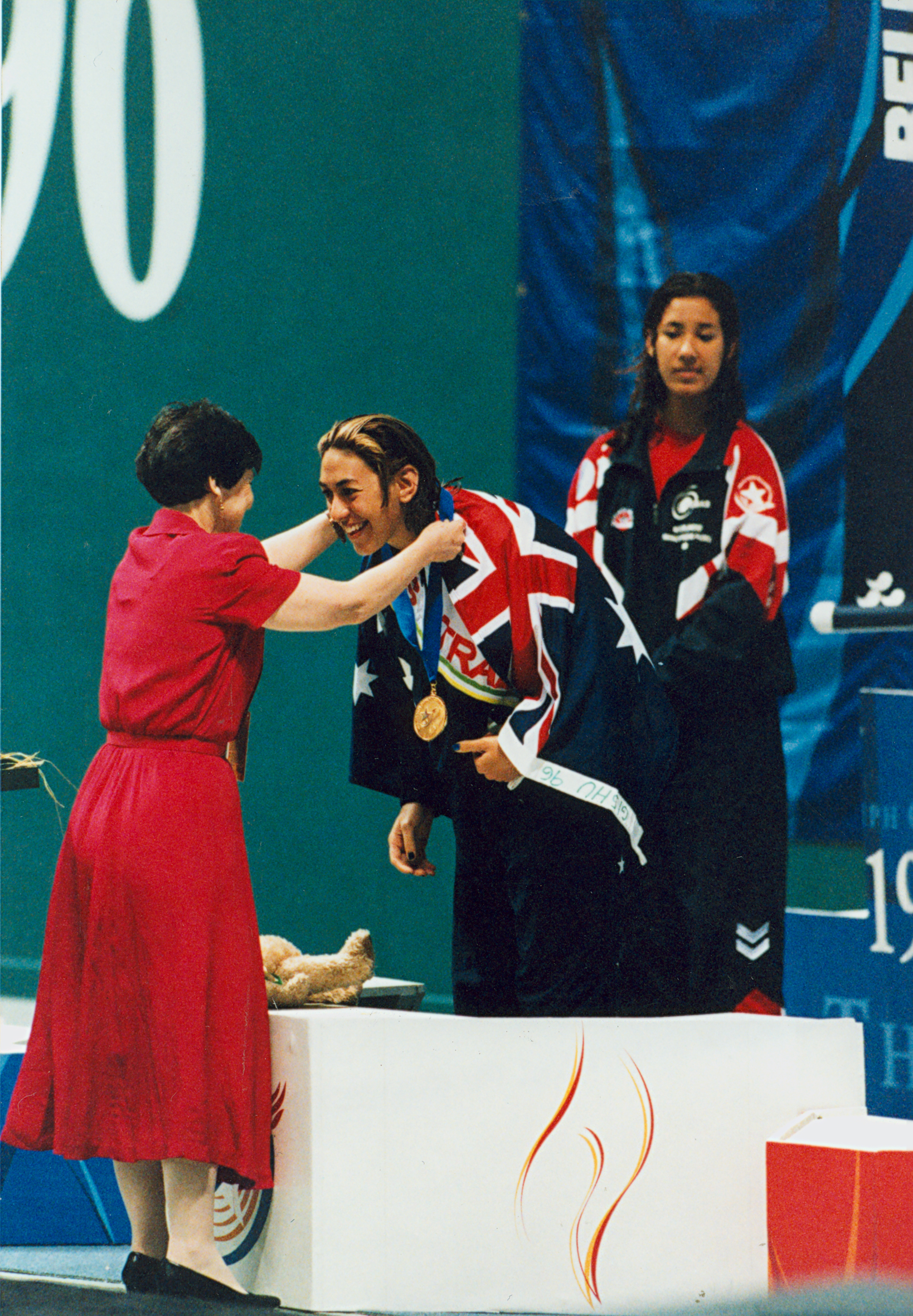
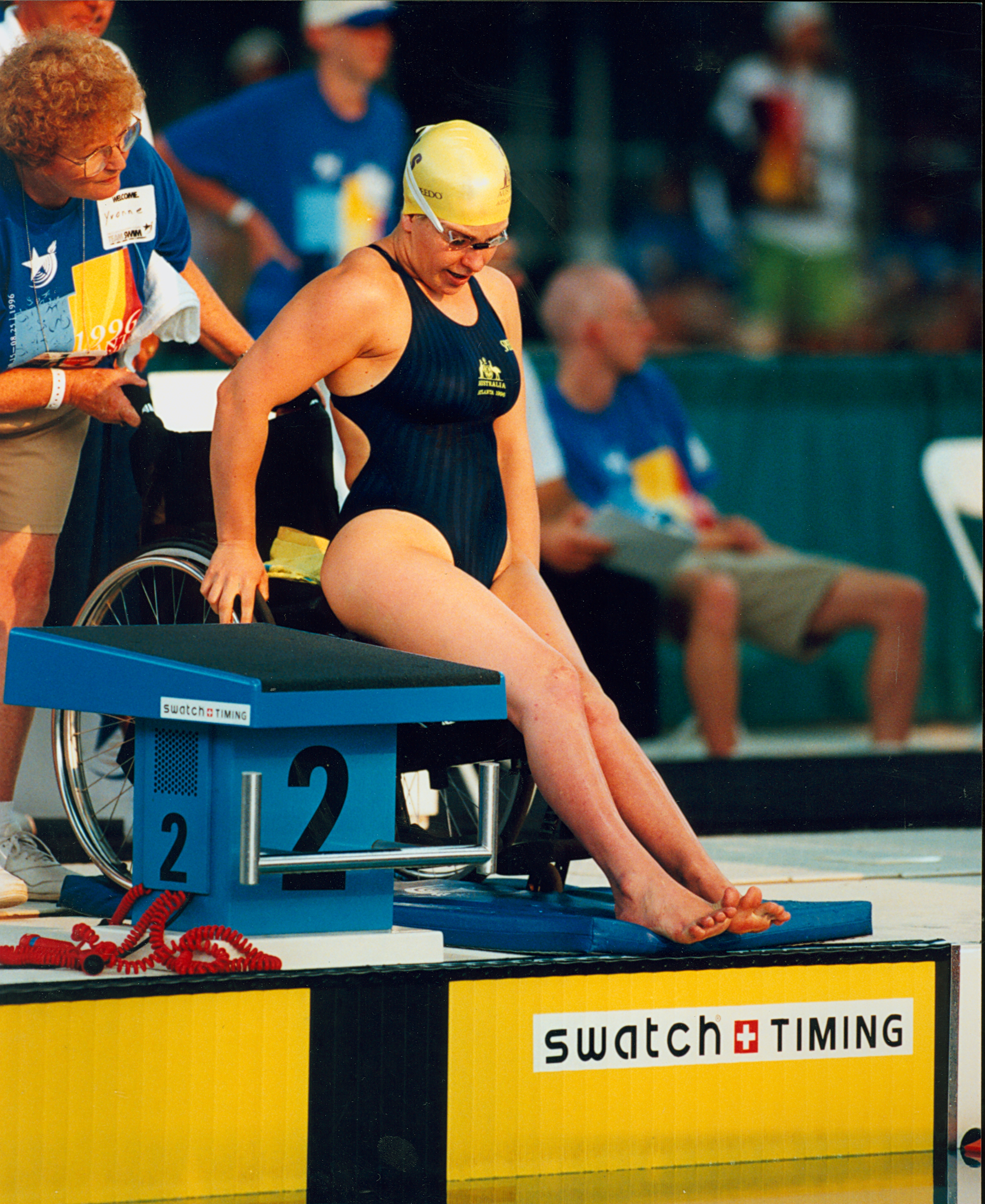
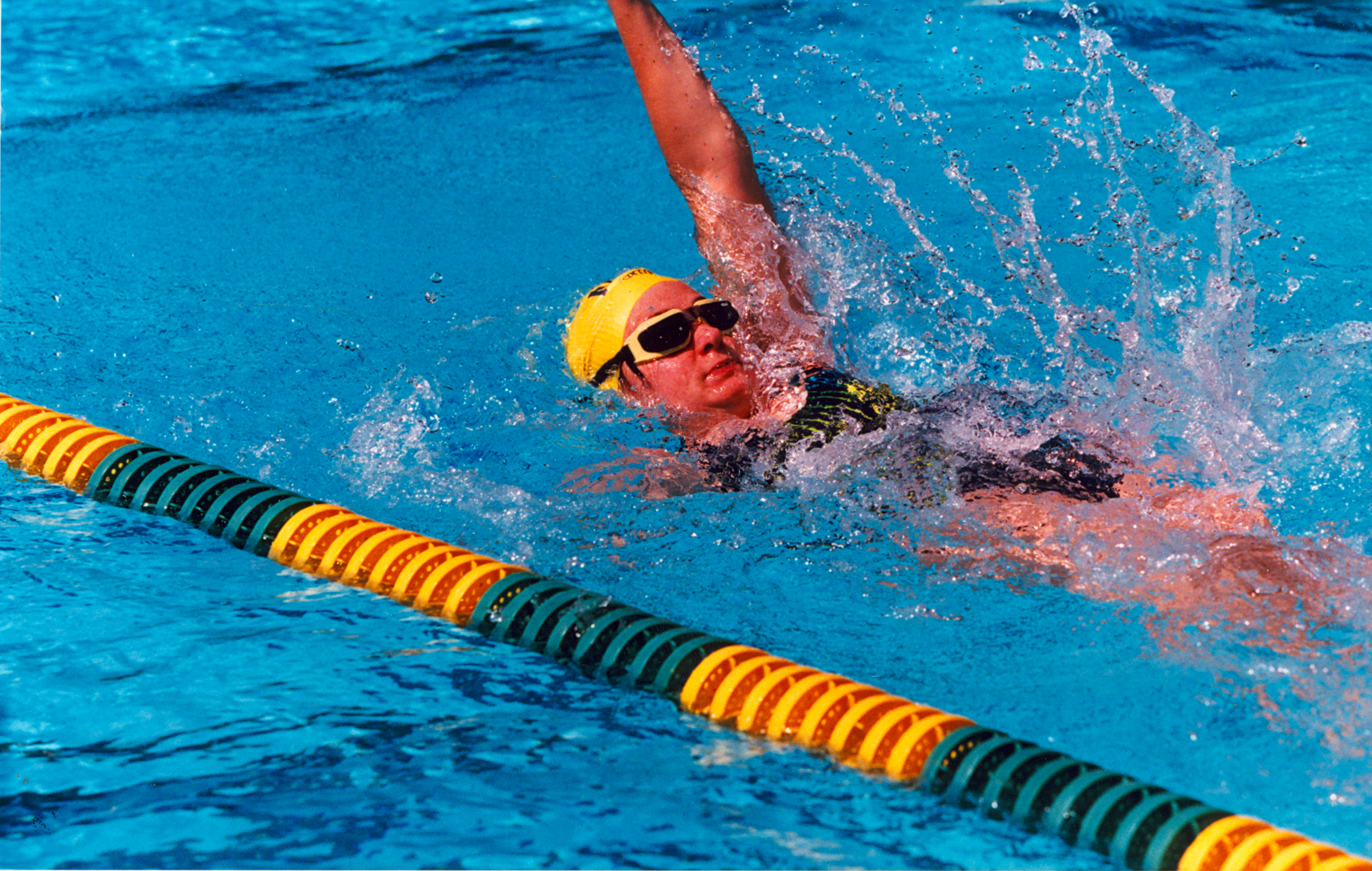
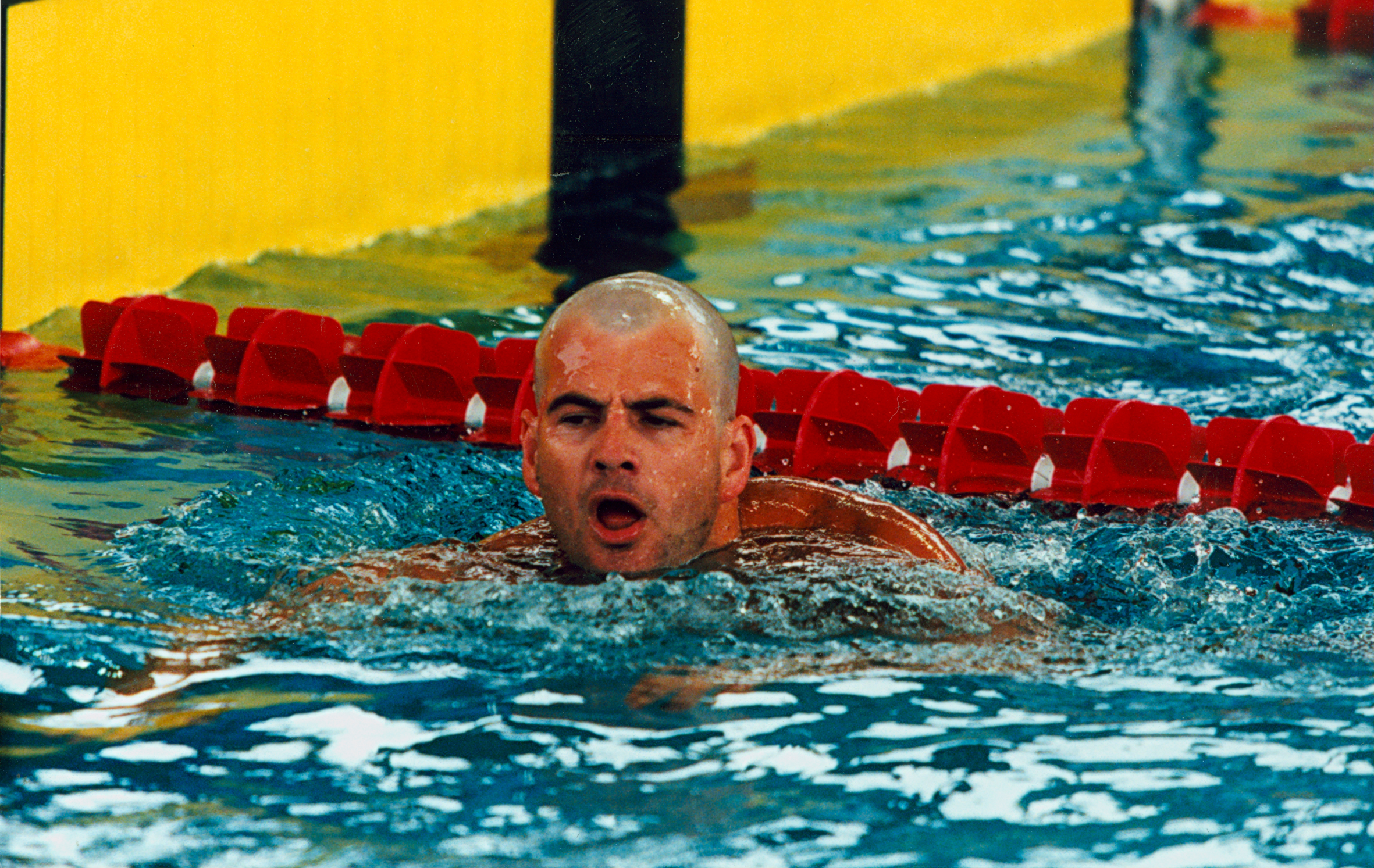
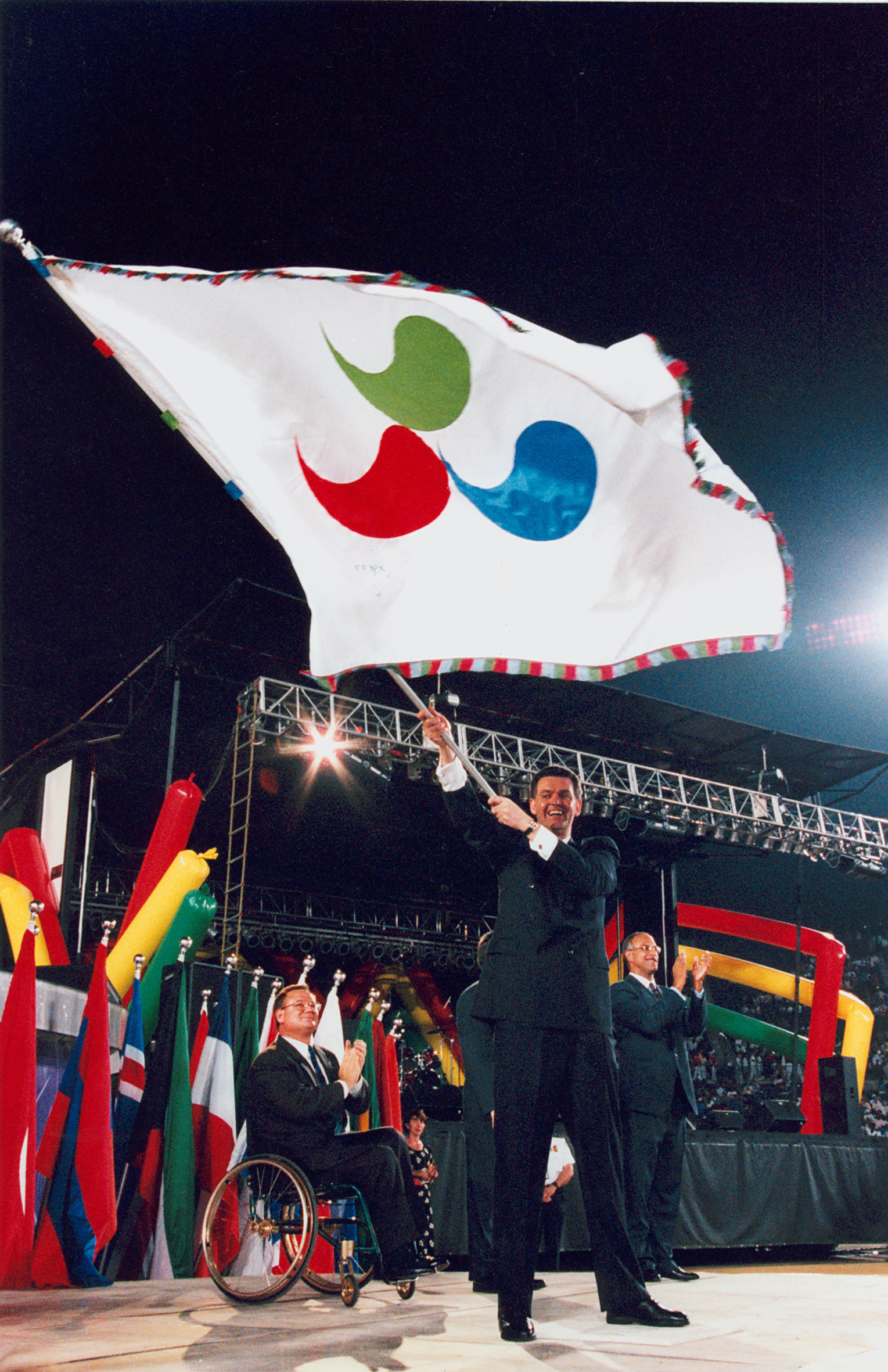

## Medallero
| # Pos | País                          | Oro | Plata | Bronce | Total |
| ----- | ----------------------------- | --- | ----- | ------ | ----- |
| 1     | Estados Unidos (USA)          | 47  | 46    | 65     | 158   |
| 2     | Australia (AUS)               | 42  | 37    | 27     | 106   |
| 3     | Alemania (GER)                | 40  | 58    | 51     | 149   |
| 4     | Reino Unido (GBR)             | 39  | 42    | 41     | 122   |
| 5     | España (ESP)                  | 39  | 31    | 36     | 106   |
| 6     | Francia (FRA)                 | 35  | 29    | 31     | 95    |
| 7     | Canadá (CAN)                  | 24  | 22    | 24     | 70    |
| 8     | Países Bajos (NED)            | 17  | 11    | 17     | 45    |
| 9     | República Popular China (CHN) | 16  | 13    | 10     | 39    |
| 10    | Japón (JPN)                   | 14  | 10    | 13     | 37    |